# 김천소방서
김천소방서(金泉消防署, Gimcheon Fire Station)는 경상북도 김천시를 관할하는 경상북도 소방본부 산하의 소방서이다.
소방서장은 소방정으로 보한다.

## 연혁
- 1945년 10월 5일: 김천소방서 개서
- 1975년 4월 30일: 구미소방서 분리
- 1984년 12월 1일: 상주소방서 분리
- 1989년 6월 15일: 지좌동으로 청사 이전
- 2019년 6월 14일: 양천동으로 청사 이전

## 조직
| - 소방행정과 - 소방행정 - 예산 | - 예방안전과 - 예방조사 - 시설홍보 | - 대응구조구급과 - 대응총괄 - 구조구급 - 대응1·2·3팀 |

## 관할센터 및 관할구역
김천소방서는 6개의 119안전센터와 1개의 구조구급센터를 산하에 두고 있다.
| 명칭                       | 사진 | 주소                 | 관할구역                                           | 지역대 |
| -------------------------- | ---- | -------------------- | -------------------------------------------------- | ------ |
| 양금119안전센터            |      | 강변로 219           | 자산동, 평화남산동, 양금동, 지좌동, 농소면, 감천면 |        |
| 다수119안전센터            |      | 영남대로 1246        | 다곡동, 대신동 일부, 대항면, 봉산면                |        |
| 대광119안전센터            |      | 공단로 152-36        | 대신동 일부, 응명동, 어모면, 개령면                |        |
| 지례119안전센터            |      | 지례면 장터길 115    | 조마면, 구성면, 지례면, 대덕면, 증산면, 부항면     |        |
| 아포119안전센터            |      | 아포읍 아포공단길 45 | 아포읍, 남면, 감문면                               |        |
| 김천소방서 119구조구급센터 |      | 강변로 219           | 경상북도 김천시 일원                               |        |

## 같이 보기
- 대한민국 소방청
- 대한민국의 소방
- 소방관 계급